# Ґолюбка
Ґолюбка (пол. Golubka, нім. Gollupken) — село в Польщі, у гміні Каліново Елцького повіту Вармінсько-Мазурського воєводства.
Населення — 90 осіб (2011).
У 1975-1998 роках село належало до Сувальського воєводства.

## Демографія
Демографічна структура станом на 31 березня 2011 року:
|          | Загалом | Допрацездатний вік | Працездатний вік | Постпрацездатний вік |
| -------- | ------- | ------------------ | ---------------- | -------------------- |
| Чоловіки | 49      | 10                 | 35               | 4                    |
| Жінки    | 41      | 10                 | 19               | 12                   |
| Разом    | 90      | 20                 | 54               | 16                   |